# Сакуља
Сакуља је некадашње насеље у градској општини Лазаревац у граду Београду. Према попису из 2022. није било становника ни домаћинстава. Становништво је 1984. године расељено у више насеља општине Лазаревац.
Сакуља је припојена суседном насељу Јунковац и престала формално да постоји.

## Положај села
Сакуља спада међу најмања насеља у овој области. Оно је између Медошевца, Јунковаца и Барошевца. Сакуља се дели на крајеве који се називају по родовима, од којих се посебно издвајају Ивковића Крај и Мачјак. Насеље се простире кружно. Најмлађи је Јовића Крај, који је заснован пре шездесет година.

## Воде
Извори су: Петровац, од кога отиче поток истог имена; Стублина је на граници према Јунковцу, Растока је извор и поток. Осим поменутих потока кроз село теку још и ови потоци; Дуплиновац, Ревеник, Живковића Поток и Курјачка Бара. За пиће и домаће потребе употребљава се бунарска вода, који не пресушују. За време летњих суша суседна села Јунковац, Зеоке и Медошевац долазе овамо по воду. Безводни крај је Мачјак, до Медошевца.

## Земље и шуме
Њиве су на местима која се зову: Ртови до Зеока, Мачјак и Љубичице до Медошевца, Њиве су на Вису до Јунковаца, Кључеви у Брдима, Њиве на Џамији, Ограде и Катин Кључ. Ливаде су у Луци и Лучици. Шума је код Курјачке Баре. Заједничке шуме и утрине нема.

## Старине у селу
У потоку Ревенику био је народни збег, и ту, у Јовића Крају, има Црквина, у којој се народ у збегу молио Богу.
У Андрића Крају има трагова старог гробља.
Стари „турски пут“ ишао је преко камене „ћуприје“ на месту Приливку на Турији, пролазио је поред Црквине и даље водио на за Зеоке.

## Име селу
По народном казивању село је добилоиме по „сакама“ (двоколица са буретом), јер се одавде у њима односила вода у безводну околину. Верује се да је по томе село добило име Сакуља.

## Подаци о селу
Село данас има два гробља; једно је за Јовиће у Јовића Крају а за остале је гробље у Станојевића Крају. У селу је раскопан лигнит, сличан оном у Јунковцу. Литија се носи у Суботу по Тројицама. Заветина се држала сваког Четвртка по Васкрсу па до Спасовдана, а сада се не држи.
По архивским подацима Сакуља се помиње први пут 1811. године. Она је имала 1818. године 13 кућа а данас има 8 родова у 87 кућа.

## Демографија
У насељу Сакуља не живи више ни један становник. Насеље је плански расељено јер је испод њега налазиште лигнита које је откривено и експлоатисано као поље Д поља „Колубара“. На месту насеља је сада површински коп.
|                   | \| Демографија[3]------ \| Демографија[3]------ \| Демографија[3]------ \| \| Година \| Становника \| Становника \| \| -------------------- \| -------------------- \| -------------------- \| \| 1948. \| 424 \| \| \| 1953. \| 530 \| \| \| 1961. \| 496 \| \| \| 1971. \| 434 \| \| \| 1981. \| 263 \| \| \| 1991. \| 0 \| 0 \| \| 2002. \| 0 \| 0 \| \| 2011. \| 0 \| \| |            |
| Демографија------ | |            |
| Година            | Становника | Становника |
| 1948.             | 424 |            |
| 1953.             | 530 |            |
| 1961.             | 496 |            |
| 1971.             | 434 |            |
| 1981.             | 263 |            |
| 1991.             | 0 | 0          |
| 2002.             | 0 | 0          |
| 2011.             | 0 |            |

| Година пописа     | 1948. | 1953. | 1961. | 1971. | 1981. | 1991. | 2002. |
| ----------------- | ----- | ----- | ----- | ----- | ----- | ----- | ----- |
| Број домаћинстава | 83    | 115   | 113   | 120   | 73    | 0     | 0     |

| Број чланова      | 1 | 2 | 3 | 4 | 5 | 6 | 7 | 8 | 9 | 10 и више | Просек |
| ----------------- | - | - | - | - | - | - | - | - | - | --------- | ------ |
| Број домаћинстава | 0 | 0 | 0 | 0 | 0 | 0 | 0 | 0 | 0 | 0         | 0      |

| Пол    | Укупно | Неожењен/Неудата | Ожењен/Удата | Удовац/Удовица | Разведен/Разведена | Непознато |
| ------ | ------ | ---------------- | ------------ | -------------- | ------------------ | --------- |
| Мушки  | 0      | 0                | 0            | 0              | 0                  | 0         |
| Женски | 0      | 0                | 0            | 0              | 0                  | 0         |
| УКУПНО | 0      | 0                | 0            | 0              | 0                  | 0         |

| Пол    | Укупно                    | Пољопривреда, лов и шумарство | Рибарство                            | Вађење руде и камена | Прерађивачка индустрија       |
| ------ | ------------------------- | ----------------------------- | ------------------------------------ | -------------------- | ----------------------------- |
| Мушки  | 0                         | 0                             | 0                                    | 0                    | 0                             |
| Женски | 0                         | 0                             | 0                                    | 0                    | 0                             |
| УКУПНО | 0                         | 0                             | 0                                    | 0                    | 0                             |
| Пол    | Производња и снабдевање   | Грађевинарство                | Трговина                             | Хотели и ресторани   | Саобраћај, складиштење и везе |
| Мушки  | 0                         | 0                             | 0                                    | 0                    | 0                             |
| Женски | 0                         | 0                             | 0                                    | 0                    | 0                             |
| УКУПНО | 0                         | 0                             | 0                                    | 0                    | 0                             |
| Пол    | Финансијско посредовање   | Некретнине                    | Државна управа и одбрана             | Образовање           | Здравствени и социјални рад   |
| Мушки  | 0                         | 0                             | 0                                    | 0                    | 0                             |
| Женски | 0                         | 0                             | 0                                    | 0                    | 0                             |
| УКУПНО | 0                         | 0                             | 0                                    | 0                    | 0                             |
| Пол    | Остале услужне активности | Приватна домаћинства          | Екстериторијалне организације и тела | Непознато            | Непознато                     |
| Мушки  | 0                         | 0                             | 0                                    | 0                    | 0                             |
| Женски | 0                         | 0                             | 0                                    | 0                    | 0                             |
| УКУПНО | 0                         | 0                             | 0                                    | 0                    | 0                             |